# 北依涧永福寺过殿
北依涧永福寺过殿是一座古建筑，建于明至清，位于山西省晋中市平遥县朱坑乡北依涧村。明成化五年（1469）重建，明清时期几经修葺。过殿位于中轴线上，介于天王殿与正殿之间，建在高台基上，面阔五间，用材较大，是典型的明代建筑。寺门对面建有戏台。
2013年3月5日，北依涧永福寺过殿公布为第七批全国重点文物保护单位。